# Preyecta
Preyecta fue una dama bizantina, miembro de la dinastía justiniana y sobrina del emperador Justiniano I.

## Familia
Preyecta fue hija de Vigilancia, hermana del emperador Justiniano I, y Dulcidio. Era hermana del emperador Justino II y del patricio Marcelo. Estuvo casada en dos ocasiones. La primera con Areobindo, un senador de noble origen, y la segunda con Juan, hijo de Pompeyo y nieto de Hipacio, matrimonio que tuvo lugar en algún momento entre los años 546 y 548.

## Vida
Acompañó a su primer marido cuando fue enviado a África a hacerse cargo de la situación tras la muerte del general Salomón, a pesar de que Areobindo carecía de experiencia militar. Tras su muerte en un motín militar, fue recluida en un monasterio fortificado de Cartago. Guntarico, cuando se hizo cargo de la ciudad, la sacó de allí con la probable intención de casarse con ella y la mantuvo bajo arresto, aunque se dice que la trató bien.
En mayo del año 546, Artabanes mató a Guntarico y restauró el dominio imperial bizantino. Preyecta lo recompensó con una gran suma de dinero y se comprometió con él. Sin embargo, la emperatriz Teodora descubrió que él ya estaba casado y prohibió la unión. Este rechazo contribuyó a que Artabanes participara en la fallida conspiración contra Justiniano de finales del año 548.